# Shaad Ali
Shaad Ali Sehgal, noto semplicemente come Shaad Ali (...), è un regista indiano.
È figlio di Muzaffar Ali, noto produttore e regista.
È stato assistente alla regia di Mani Ratnam per Dil Se nel 1998 ed in seguito per Guru, nel 2007.
A Bollywood ha assunto una certa fama, dopo la regia di Bunty Aur Babli, grande successo del 2005.

## Filmografia
- Saathiya (2002)
- Bunty Aur Babli (2005)
- Jhoom Barabar Jhoom (2007)